# Barna halfarkas
A barna halfarkas (Stercorarius antarcticus) a madarak osztályába lilealakúak (Charadriiformes) rendjébe, ezen belül a halfarkasfélék (Stercorariidae) családjába tartozó faj.

## Rendszerezése
A fajt René Lesson francia orvos és ornitológus írta le 1831-ben, a Lestris nembe Lestris antarcticus néven. Egyes szervezetek a Catharacta nembe sorolják Catharacta antarctica néven.

## Alfajai
- Stercorarius antarcticus antarcticus (Lesson, 1831)
- Stercorarius antarcticus hamiltoni (Hagen, 1952)
- Stercorarius antarcticus lonnbergi (Mathews, 1912) – egyes rendszerbesorolások önálló fajként tartják nyilván mint Stercorarius lonnbergi

## Előfordulása
A Déli-sarkvidéken, Dél-Amerika, a Falkland-szigetek és Dél-Afrika területén fészkel. Természetes élőhelyei a tengerpartok, szigetek és a nyílt tengerek. Vonuló faj.

## Megjelenése
Testhossza 64 centiméter, szárnyfesztávolsága 126-160 centiméter, testtömege 1200-2100 gramm. Tollazata sötétbarna színű, világosabb mintázattal.
|  |  |

## Életmódja
Táplálékparazita, más madarak által elfogott halakkal táplálkozik. Dögöket, rovarokat, tojásokat és fiókákat is fogyaszt, de saját maga is vadászik.

## Szaporodása
Fészekaljban többnyire 2 tojásból áll.

## Természetvédelmi helyzete
Az elterjedési területe rendkívül nagy, egyedszáma 26000-28000 példány közötti és csökken, de még nem éri el a kritikus szintet. A Természetvédelmi Világszövetség Vörös listáján nem fenyegetett fajként szerepel.